# Donato Bragadin
Pour les articles homonymes, voir Bragadin.
Donato Bragadin ou Donato Bragadin di Giovanni, également connu sous le nom de Donato Veneziano, né vers 1400 à Venise et mort le 30 octobre 1473, est un peintre italien et citoyen de la République de Venise.

## Biographie
Il n'existe aucune information sur ses origines ou sa formation, bien que les critiques modernes le considèrent comme un adepte de la soi-disante « école de Murano », c'est-à-dire de l'atelier de Vivarini. D'après le Dictionary of Painters and Engravers: Biographical and Critical, il est probablement un élève de Jacobello. Il ne reste pas non plus beaucoup d'œuvres de lui, à part le seul tableau certain, le Lion de Saint-Marc entre les saints Jérôme et Augustin (1459) dans la Sala Grimani du Palais des Doges à Venise, et quelques tableaux qui apparaissent occasionnellement sur le marché des antiquités. Les difficultés à passer du gothique tardif au début de la Renaissance dans la lagune sont révélatrices du peintre.
Les preuves documentaires de son activité sont à peine plus généreuses. Sansovino dans sa Venetia città nobilissima et singolare mentionne une première œuvre (1438), le retable du Baptême du Christ dans l'église de Santa Marina, qui avait déjà disparu avant la démolition de l'église. Il nous reste également l'information d'une association entre Donato Bragadin et Jacopo Bellini en 1440, créée dans le but de favoriser la commercialisation de ses œuvres mais qui prend fin rapidement. Entre 1445 et 1452, Donato Bragadin réside à Zadar accompagné de ses fils, Jacopo et Tommaso, également peintres ou décorateurs. Là, l'atelier familial réalise la décoration de la chapelle de Santa Anastasia dans la cathédrale mais il n'en reste rien aujourd'hui,.
Sansovino fait également mention d'une Madone dans le réfectoire de l'église Sant'Elena que Donato Bragadin peint en 1452, dès son retour à Venise, et un grand polyptyque postérieur (1460) pour l'église San Samuele, les deux œuvres ont aujourd'hui disparu. Les documents nous donnent peu d'autres informations : en 1468 il vit et a un atelier près de l'église San Lio, il permet à son fils Tommaso d'ouvrir son propre atelier et meurt le 30 octobre 1473 à Venise.